# The 3-D Battles of WorldRunner
The 3-D Battles of WorldRunner (spesso abbreviato in 3-D WorldRunner), uscito in Giappone come Tobidase Daisakusen (とびだせ大作戦?), è un videogioco sviluppato da Square e pubblicato da DOG (sussidiaria di Square oggi chiusa) per Nintendo Entertainment System e Famicom Disk System nel 1987. Negli Stati Uniti venne distribuito da Acclaim Entertainment; si tratta del primo titolo Square a venire distribuito sul suolo americano.

## Trama
Il gioco si svolge nel Sistema Solare #517, che è stato invaso da una razza di alieni conosciuti come "Serpentbeasts", comandati dal malvagio Grax. "WorldRunner" Jack, un selvaggio "cowboy dello spazio", parte in missione per salvare i vari pianeti invasi da questi alieni. Dovrà combattere attraverso otto pianeti, per poi affrontare Grax direttamente.

## Modalità di gioco
3-D WorldRunner combina elementi dei videogiochi platform e sparatutto a scorrimento con una visuale in terza persona posta alle spalle del personaggio la quale, combinata con l'avanzata automatica e lo scorrimento del panorama, dà l'illusione della tridimensionalità.
Il giocatore deve farsi strada attraverso otto mondi, combattendo creature aliene ostili e saltando sopra canyon senza fondo. Ogni mondo è diviso in diversi quadranti, e il giocatore deve attraversarli tutti prima che il tempo si esaurisca. In ogni quadrante il giocatore può trovare delle colonne che se distrutte riveleranno dei power-up, che possono donare capacità extra al personaggio o migliorare quelle di base (fuoco più potente, salti più lunghi ecc.). Alla fine di ogni mondo bisognerà affrontare un boss, uno dei Serpentbeasts. Ogni sezione è liberamente esplorabile in qualsiasi direzione.
Poiché lo schermo continua a scorrere, la corsa di Jack non può essere arrestata, ma con i tasti direzionali è possibile controllarne direzione e velocità. Le azioni di base di Jack sono appunto correre, saltare e sparare missili. Saltare è essenziale per superare i canyon senza fondo ed è anche utile per schivare i nemici. Il giocatore può eseguire un salto più lungo premendo il pulsante di salto e contemporaneamente il tasto direzionale Su, e uno più corto tenendo premuto il tasto Giù in combinazione con un salto. I missili servono a sconfiggere i nemici, a condizione che il giocatore li abbia raccolti nel corso del livello. Nelle battaglie contro i Serpentbeast alla fine di ogni mondo, WorldRunner è armato con missili laser, a prescindere dal fatto che il giocatore abbia ottenuto il power-up corrispondente o meno.
Ogni mondo ha diversi nemici. Il secondo mondo, Toro, introduce l'indistruttibile "Hand Man", un tipo di nemico che non danneggia WorldRunner, ma tenta di bloccare i suoi progressi imitando i suoi movimenti e facendolo cadere se entra in contatto con lui. I nemici di ogni mondo diventano progressivamente più difficili con l'avanzare nel gioco. Un Serpentbeast appare alla fine di ogni mondo e deve essere sconfitto per passare al mondo successivo. Il numero di incarnazioni di un dato Serpentbeast aumenta da un mondo all'altro. Nel primo mondo, per esempio, il giocatore deve sconfiggere un Serpentbeast, ma nel ottavo ed ultimo mondo deve affrontare non meno di sei incarnazioni dello stesso Serpentbeast.

### Oggetti
In ogni mondo sono presenti numerose colonne, fonti dei power-up di WorldRunner. Schiantarsi contro di esse libererà l'oggetto. Numerosi sono gli oggetti che possono essere trovati nelle colonne, che possono essere sia utili che pericolosi:
- Power Potion - permette di assorbire un colpo di un nemico senza subire danni.
- Laser Missile - potenzia i missili di WorldRunner in missili laser, aumentando di molto la loro potenza.
- 1-up - fornisce una vita extra
- Atomic Power - rende WorldRunner temporaneamente invincibile
- Cosmic Clock - resetta il timer, fornendo quindi più tempo per completare il livello
- Magic Mushroom - uccide WorldRunner istantaneamente.

Alcuni oggetti possono essere trovati per il mondo senza doverli prima liberare dalle colonne:
- Super Star - aggiunge 50 punti al punteggio. Il numero di Super Stars ottenute è cumulativo tra quadranti dello stesso mondo, ma non tra un mondo e l'altro. Al termine del mondo forniranno punti extra al giocatore, precisamente 200 punti per ogni Super Star ottenuta. Il numero di Super Star raccolte si azzera in caso di perdita di una vita.
- Warp Balloon - trasporta WorldRunner in un livello bonus, noto come "Quadrante B", pieno di Super Stars e oggetti utili. Generalmente è presente solo un Warp Balloon in ogni mondo, e posizionato in un quadrante specifico.
- Junior Jumper - sono molle a spirale che appaiono per la prima volta nel terzo mondo, Caverno. Quando usate, lanciano WorldRunner in aria, e sono essenziali per attraversare alcuni dei canyon più ampi.
- Super Jumper - hanno lo stesso scopo dei Junior Jumpers, ma lanciano WorldRunner ancora più in alto in aria.

### Modalità 3D
Il gioco possiede una modalità 3D, per sfruttare al meglio le condizioni dello schermo in costante scorrimento. 3-D WorldRunner è il primo titolo Square ad utilizzare la periferica Famicom 3D System (gli altri due furono il sequel JJ: Tobidase Daisakusen 2 e Rad Racer). Il gioco si avvale della tecnica detta "anaglifo" per unire le immagini provenienti da due punti di vista leggermente differenti in una singola immagine. Il gioco veniva venduto con una copia di occhiali anaglifi (la versione giapponese includeva invece il Famicom 3D System), che utilizzano i filtri rosso e ciano per modellare la luce che raggiunge ogni occhio e crea l'illusione di un'immagine tridimensionale.
Oggi è difficile trovare copie complete del gioco, dato che spesso gli occhiali venivano buttati dai giocatori.

## Sviluppo
Il gioco è stato ideato e prodotto da Hironobu Sakaguchi, con le musiche di Nobuo Uematsu e la programmazione di Nasir Gebelli. I tre otterranno un grande successo internazionale pochi mesi più tardi con Final Fantasy, nel quale ripresero gli stessi ruoli. È uno dei pochi titoli ad usare la periferica Famicom 3D System. Un sequel, JJ: Tobidase Daisakusen 2, fu distribuito quello stesso anno solo in Giappone.

## Accoglienza ed eredità
All'uscita del gioco le recensioni furono generalmente positive. La grafica era impressionante per il tempo, e l'uso degli occhiali 3D fu visto come una piacevole aggiunta. Tuttavia, venne criticato per avere molte somiglianze col titolo SEGA Space Harrier. Sakaguchi spiegò in un'intervista che gli piaceva Space Harrier, ma che il principale motivo della presenza di una modalità 3D era quello di dare a Gebelli il più ampio spazio possibile, in modo che potesse mostrare le sue abilità di programmatore. Altre critiche vennero mosse al comparto sonoro, che Downwards Compatible definì «uguale al bambino di Eraserhead».
A livello commerciale il gioco ebbe un tiepido successo, raggiungendo appena le 500 000 copie vendute nel mondo.
Il sequel, JJ, pubblicato solo in Giappone, ottenne un successo anche inferiore, e fu l'ultimo titolo ideato da Sakaguchi prima di lanciare il gioco che al tempo riteneva sarebbe stata la sua ultima creazione: Final Fantasy.
Il successo della serie Final Fantasy e dei vari spin-off portarono ad un ritorno nelle scene di Jack, protagonista di 3-D WorldRunner e JJ, come personaggio segreto in Chocobo Racing.